# Päpstliche Theologische Fakultät von Süditalien
Die Päpstliche Theologische Fakultät von Süditalien (ital. Pontificia facoltà teologica dell’Italia meridionale) ist eine Hochschule der Katholischen Kirche in Neapel, Italien. 
Sie verleiht akademische Grade an Laien und Geistliche.
Die Fakultät wurde 1969 gemäß den Richtlinien des Zweiten Vatikanischen Konzils und den von der Kongregation für katholische Erziehung erlassenen Normen zur Planung der Fakultäten gegründet. Sie entstand aus der Fusion von zwei Vorgängerinstituten, der Theologischen Fakultät der Universität Neapel und der jesuitischen Theologischen Fakultät San Luigi. Inzwischen wurden weitere theologische Bildungsanstalten aus Süditalien integriert, u. a. das Theologische Institut von Kalabrien in Catanzaro, das Theologische Institut von Apulien in Molfetta und das Theologische Institut der Basilikata in Potenza.
Die Päpstliche Theologische Fakultät von Süditalien ist in zwei Sektionen unterteilt, gemäß der beiden Gründungsinstitutionen, die Sektion „San Tommaso“, und die Sektion „San Luigi“.
Geleitet wird sie von Großkanzler Crescenzio Kardinal Sepe.